# Draba glabella
Draba glabella là một loài thực vật có hoa trong họ Cải. Loài này được Pursh mô tả khoa học đầu tiên năm 1813.